# GSC8327-1511
GSC8327-1511 — хімічно пекулярна зоря спектрального класу
Зорі спектрального класу й має видиму зоряну величину в смузі V приблизно 13,3.